# Villate
Villate – miejscowość i gmina we Francji, w regionie Oksytania, w departamencie Górna Garonna.
Według danych na rok 1990 gminę zamieszkiwało 556 osób, a gęstość zaludnienia wynosiła 305 osób/km² (wśród 3020 gmin regionu Midi-Pireneje Villate plasuje się na 549. miejscu pod względem liczby ludności, natomiast pod względem powierzchni na miejscu 1726.).